# Razzie Awards 1997
La 18ª edizione dei Razzie Awards si è svolta il 22 marzo 1998 al The Hollywood Roosevelt Hotel Academy Room, per premiare i peggiori film dell'anno 1997. Le candidature erano state annunciate alcuni mesi prima, il giorno prima delle candidature ai Premi Oscar 1998. L'uomo del giorno dopo è stato il maggior vincitore del 1997, con sei premi, incluso il peggior film.
Il film più premiato dell'anno è stato L'uomo del giorno dopo, mentre i più nominati sono stati Batman & Robin, candidato a undici premi, seguito da Speed 2 - Senza limiti con otto, Anaconda con sei, e L'uomo del giorno dopo con cinque nomination.

## Vincitori e candidati
Verranno di seguito indicati in grassetto i vincitori.
Ove ricorrente e disponibile, viene indicato il titolo in lingua italiana e quello in lingua originale tra parentesi.

### Peggior film
- L'uomo del giorno dopo (The Postman), regia di Kevin Costner
- Anaconda, regia di Luis Llosa
- Batman & Robin, regia di Joel Schumacher
- Fire Down Below - L'inferno sepolto (Fire Down Below), regia di Félix Enríquez Alcalá
- Speed 2 - Senza limiti (Speed 2: Cruise Control), regia di Jan de Bont

### Peggior attore protagonista
- Kevin Costner - L'uomo del giorno dopo (The Postman)
- Val Kilmer - Il Santo (The Saint)
- Shaquille O'Neal - Steel
- Steven Seagal - Fire Down Below - L'inferno sepolto (Fire Down Below)
- Jon Voight - Anaconda

### Peggior attrice protagonista
- Demi Moore - Soldato Jane (G.I. Jane)
- Sandra Bullock - Speed 2 - Senza limiti (Speed 2: Cruise Control)
- Fran Drescher - L'amore è un trucco (The Beautician and the Beast)
- Lauren Holly - Un sorriso come il tuo (A Smile Like Yours), Turbulence - La paura è nell'aria (Turbulence)
- Alicia Silverstone - Una ragazza sfrenata (Excess Baggage)

### Peggior attore non protagonista
- Dennis Rodman - Double Team - Gioco di squadra (Double Team)
- Willem Dafoe - Speed 2 - Senza limiti (Speed 2: Cruise Control)
- Chris O'Donnell - Batman & Robin
- Arnold Schwarzenegger - Batman & Robin
- Jon Voight - Testimone involontario (Most Wanted), U Turn - Inversione di marcia (U Turn)

### Peggior attrice non protagonista
- Alicia Silverstone - Batman & Robin
- Faye Dunaway - Insoliti criminali (Albino Alligator)
- Milla Jovovich - Il quinto elemento (The Fifth Element)
- Julia Louis-Dreyfus - Due padri di troppo (Fathers' Day)
- Uma Thurman - Batman & Robin

### Peggior regista
- Kevin Costner - L'uomo del giorno dopo (The Postman)
- Jan de Bont - Speed 2 - Senza limiti (Speed 2: Cruise Control)
- Luis Llosa - Anaconda
- Joel Schumacher - Batman & Robin
- Oliver Stone - U Turn - Inversione di marcia (U Turn)

### Peggior sceneggiatura
- L'uomo del giorno dopo (The Postman) - sceneggiatura di Eric Roth e Brian Helgeland, basata sul romanzo di David Brin
- Anaconda - scritto da Hans Bauer, Jim Cash e Jack Epps Jr.
- Batman & Robin - sceneggiatura di Akiva Goldsman, basata sui personaggi della DC Comics creati da Bob Kane
- Il mondo perduto - Jurassic Park (The Lost World: Jurassic Park) - sceneggiatura di David Koepp, basata sul romanzo di Michael Crichton
- Speed 2 - Senza limiti (Speed 2: Cruise Control) - sceneggiatura di Randall McCormick, Jeff Nathanson, storia di Jan De Bont e McCormick, basata sui personaggi creati da Graham Yost

### Peggior coppia
- Jean-Claude Van Damme e Dennis Rodman - Double Team - Gioco di squadra (Double Team)
- Sandra Bullock e Jason Patric - Speed 2 - Senza limiti (Speed 2: Cruise Control)
- George Clooney e Chris O'Donnell - Batman & Robin
- Steven Seagal e la sua chitarra - Fire Down Below - L'inferno sepolto (Fire Down Below)
- Jon Voight e l'anaconda animatronica - Anaconda

### Peggior remake o sequel
- Speed 2 - Senza limiti (Speed 2: Cruise Control), regia di Jan de Bont
- Batman & Robin, regia di Joel Schumacher
- Mamma, ho preso il morbillo (Home Alone 3), regia di Raja Gosnell
- Il mondo perduto - Jurassic Park (The Lost World: Jurassic Park), regia di Steven Spielberg
- La mia flotta privata (McHale's Navy), regia di Bryan Spicer

### Peggior esordiente
- Dennis Rodman - Double Team - Gioco di squadra (Double Team)
- L'anaconda animatronica - Anaconda
- Tori Spelling - La casa del sì (The House of Yes), Scream 2
- Howard Stern - Private Parts
- Chris Tucker - Il quinto elemento (The Fifth Element), Traffico di diamanti (Money Talks)

### Peggior canzone originale
- L'intera colonna sonora in L'uomo del giorno dopo (The Postman), musica e parole di Jeffrey Barr, Glenn Burke, John Coinman, Joe Flood, Blair Forward, Maria Machado e Jono Manson
- The End is The Beginning is The End da Batman & Robin, musica e testo di Billy Corgan
- Fire Down Below da Fire Down Below - L'inferno sepolto (Fire Down Below), musica e testo di Steven Seagal e Mark Collie
- How Do I Live? da Con Air, musica e testo di Diane Warren
- My Dream da Speed 2 - Senza limiti (Speed 2: Cruise Control), musica e testo di Orville Burrell, Robert Livingston e Dennis Haliburton

### Peggior disattenzione verso la vita umana e la proprietà pubblica
- Con Air di Simon West
- Batman & Robin di Joel Schumacher
- Il mondo perduto - Jurassic Park (The Lost World: Jurassic Park) di Steven Spielberg
- Turbulence - La paura è nell'aria (Turbulence) di Robert Butler
- Vulcano - Los Angeles 1997 (Volcano) di Mick Jackson

## Statistiche vittorie/candidature
Premi vinti/candidature:
- 5/5 - L'uomo del giorno dopo (The Postman)
- 3/3 - Double Team - Gioco di squadra (Double Team)
- 1/11 - Batman & Robin
- 1/8 - Speed 2 - Senza limiti (Speed 2: Cruise Control)
- 1/2 - Con Air
- 1/1 - Soldato Jane (G.I. Jane)
- 0/6 - Anaconda
- 0/4 - Fire Down Below - L'inferno sepolto (Fire Down Below)
- 0/3 - Il mondo perduto - Jurassic Park (The Lost World: Jurassic Park)
- 0/2 - U Turn - Inversione di marcia (U Turn)
- 0/2 - Il quinto elemento (The Fifth Element)
- 0/2 - Turbulence - La paura è nell'aria (Turbulence)
- 0/1 - Il Santo (The Saint)
- 0/1 - Steel
- 0/1 - L'amore è un trucco (The Beautician and the Beast)
- 0/1 - Un sorriso come il tuo (A Smile Like Yours)
- 0/1 - Una ragazza sfrenata (Excess Baggage)
- 0/1 - Testimone involontario (Most Wanted)
- 0/1 - Insoliti criminali (Albino Alligator)
- 0/1 - Due padri di troppo (Fathers' Day)
- 0/1 - Mamma, ho preso il morbillo (Home Alone 3)
- 0/1 - La mia flotta privata (McHale's Navy)
- 0/1 - La casa del sì (The House of Yes)
- 0/1 - Scream 2
- 0/1 - Private Parts
- 0/1 - Traffico di diamanti (Money Talks)
- 0/1 - Vulcano - Los Angeles 1997 (Volcano)